# Dziura przy Lodowej Małołąckiej I
Dziura przy Lodowej Małołąckiej I – schronisko położone w Dolinie Małej Łąki w Tatrach Zachodnich. Wejście znajduje się w południowej części Mnichowych Turni w stoku Koprowych Mniszków opadającym do Niżniej Świstówki, w pobliżu Jaskini Lodowej Małołąckiej, na wysokości 1641 m n.p.m. Długość jaskini wynosi 6 metrów, a jej deniwelacja 4 metry.

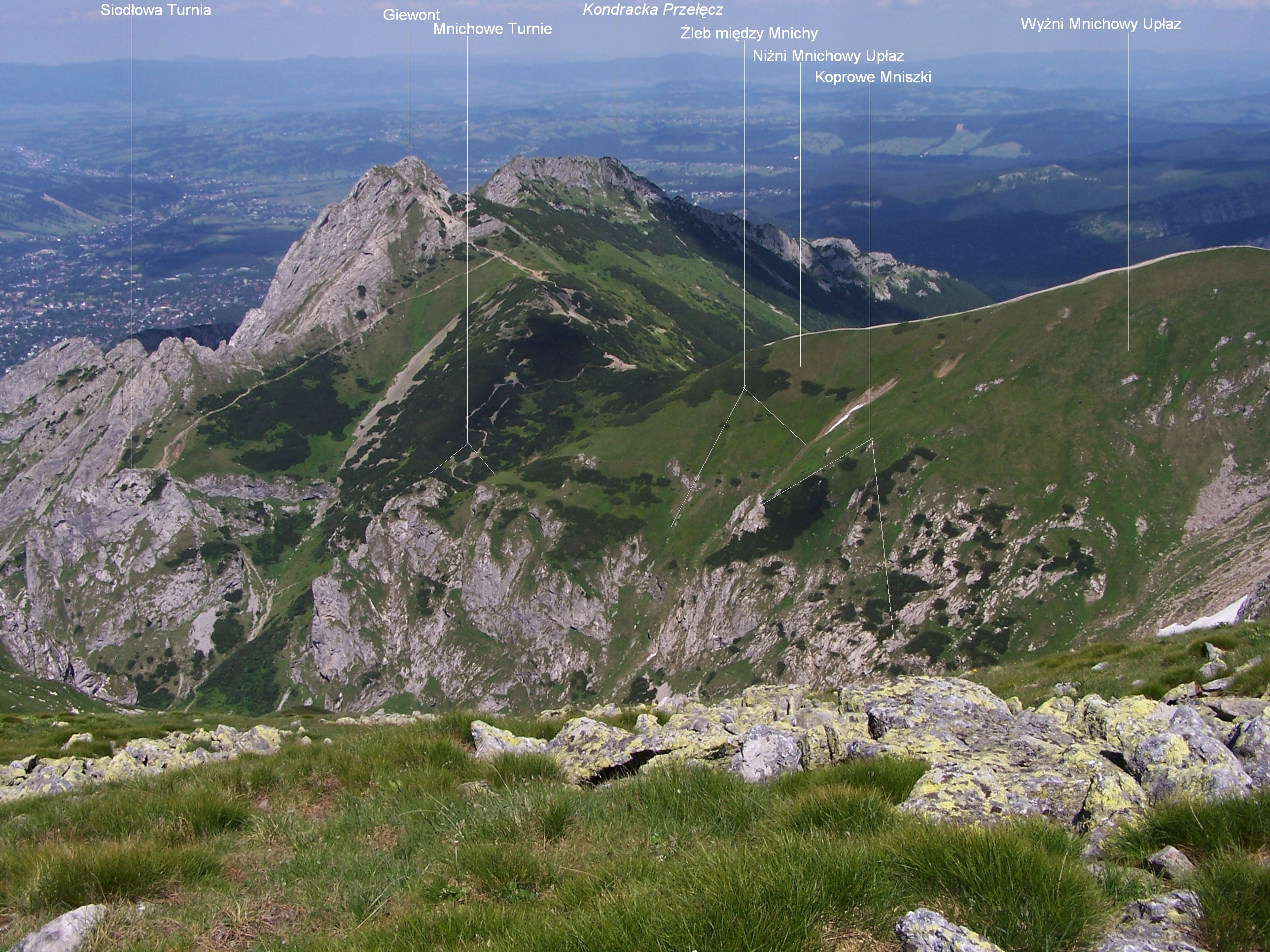
Widok z Czerwonego Grzbietu na Koprowe Mniszki

## Opis jaskini
Główną częścią jaskini jest obszerna sala, do której schodzi się stromo od niskiego, prostokątnego otworu wejściowego. W jej lewej części znajduje się 2,4-metrowy kominek.

## Przyroda
W jaskini brak jest nacieków. Ściany są wilgotne, rosną na nich porosty i glony. Na końcu sali zalega lód.

## Historia odkryć
Nie wiadomo o odkrywcach jaskini. Pierwszy jej plan i opis sporządziła I. Luty przy pomocy T. Ostrowskiego w 1979 roku.